# Wonder Woman

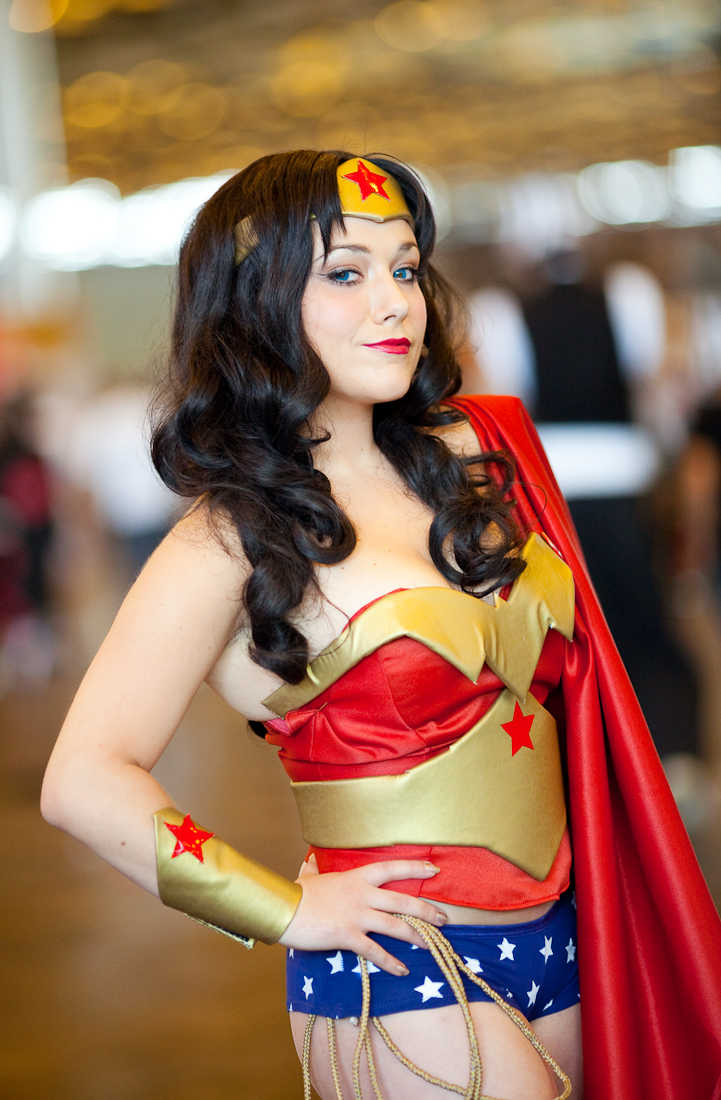
Cosplayerin als Wonder Woman, Japan 2010

Wonder Woman (Englisch für „Wunderfrau“) ist die älteste Superheldin des DC-Comics-Verlags. Sie wurde von William Moulton Marston geschaffen und hatte ihren ersten Auftritt 1941 in All Star Comics #8; die Ausgabe erschien am 21. Oktober 1941 (Coverdatum Dezember/Januar 1941/1942). In deutschsprachigen Comicausgaben wurde sie zeitweise Wundergirl genannt.

## Geschichte

### 1940er Jahre
Mit der Einführung von Superman (1938) in Action Comics #1 begann die Ära der Superheldencomics. Bald veröffentlichten viele Verlage ihre eigenen Superheldencomics, so dass man diese Zeit später das „Golden Age“ (dt.: goldenes Zeitalter) der Comics nannte. Anfang der 1940er Jahre machte der als Feminist bekannte Psychologe und Comic-Fan William Moulton Marston die Beobachtung, dass in der Welt der US-Comics praktisch keine weiblichen Figuren zu finden waren. Dies empfand Marston, der von einer „moralischen Überlegenheit“ von Frauen überzeugt war, als großen Fehler. Er schloss sich mit Max Gaines kurz, dem Chef von All-American Comics (die später in DC Comics aufgingen), und erdachte sich eine Frau, die so stark wie Superman sein sollte, aber „mit weiblichem Charme“ („all the strength of a Superman plus all the allure of a good and beautiful woman“). Als die erste klassische Superheldin wird Wonder Woman im Rahmen der Gender-Soziologie und des Feminismus aufmerksam betrachtet. Der Autor Tim Hanley schrieb in seinem Buch „Wonder Woman Unbound“ über Wonder Woman.
Marston erdachte sich eine schwarzhaarige, starke und attraktive Amazonenprinzessin namens Diana, die übermenschlich stark war und gut kämpfen konnte. Als Superheldenuniform trug sie eine Tiara, eine rote Corsage, die als Saum einen goldenen Adler mit ausgebreiteten Schwingen besaß, und dazu einen blauen Minirock mit weißen Sternen: letztere waren Anspielungen auf die US-amerikanische Nationalflagge. Als Ausrüstung hatte sie ein magisches Lasso, das ein eingefangenes Opfer zwang, die Wahrheit zu sagen. Zudem hatte die Amazone zwei silberne Armbänder („Bracelets“), mit denen sie Geschosse abwehren kann. So wie Superman eine Schwäche gegen Kryptonit hatte, so war ihre Schwäche, dass sie all ihre Kräfte verlor, wenn ein Mann ihre Armbänder aneinanderkettete oder sie fesselte. Zunächst lautete der Superheldenname der Amazone Suprema, der Name wurde aber von Gaines in Wonder Woman umgeändert.
Viele von Marstons Ideen sind auf zeitgenössische und persönliche Einflüsse zurückführbar. Als Hauptinspiration diente seine Kollegin Olive Byrne, eine schwarzhaarige, sehr intelligente und emanzipierte Frau, die gerne große Armbänder trug. Byrne wurde später die gemeinsame Geliebte von Marston und seiner Frau Sadie Marston. Das magische Lasso entsprang Marstons anderer großer Erfindung, dem Lügendetektor. Er sah in Wonder Woman sowohl den Ausdruck unbewusster männlicher Wünsche, von einer Frau gebunden und gezähmt zu werden, als auch ein Vorbild für Jugendliche, die seiner Meinung nach durch den Comic die Unterwerfung unter eine liebende Autorität schätzen und somit ein friedliches Miteinander lernen könnten: „Nur wenn in zwischenmenschlichen Beziehungen die Kontrolle des Selbst durch Andere angenehmer als das ungebundene Geltendmachen des Selbsts ist, können wir eine stabile, friedvolle Gesellschaft erhoffen. […] Das Geben an Andere, von ihnen kontrolliert zu werden, sich anderen Menschen zu fügen, kann ohne ein starkes erotisches Element unmöglich erfreulich sein.“ Als Marston gegenüber Byrne die Idee von Wonder Woman nahebrachte, war Byrne davon überzeugt, dass die zumeist männlichen Comicleser niemals eine solch emanzipierte Frau akzeptieren würden. Die Verkaufszahlen von Heften mit Wonder Woman waren aber überdurchschnittlich: Marston leitete korrekt ab, dass die Leser Wonder Woman mochten, nicht obwohl, sondern weil sie eine untypisch starke Frau war.
Wonder Woman hatte ihren ersten Auftritt in All Star Comics #8. Hier wird die Origin und Hintergrundgeschichte von Wonder Womans erstmalig erzählt. In diesem Abenteuer stürzt ein US-Pilot namens Steve Trevor während des Zweiten Weltkrieges auf der „Paradiesinsel“ Themyscira der Amazonen von Königin Hippolyta ab. Bei ihrem ersten Auftreten wurde die Königin noch Hippolyte genannt.  Ihre Tochter Prinzessin Diana gewinnt das Recht, ihn in die „Welt der Männer“ zurückzuführen, folgt ihm heimlich in ihrer Geheimidentität als Armeesekretärin Diana Prince und verschreibt sich dem Kampf gegen die Nazis. Das Comic begeisterte den Tennisstar Alice Marble, so dass sie die Einladung von Max Gaines annahm, als Mitautorin in die neu geplante Wonder-Woman-Serie einzusteigen. Das Debüt der neuen Reihe kam im nächsten Jahr (Wonder Woman #1, Mai 1942). Wichtige Nebenfigur wurde die im selben Jahr eingeführte Soldatin Etta Candy, die Dianas gute Freundin wird. Ein Running Gag der damaligen Storys war, dass Nazijäger Trevor die angeblich schwache Diana immer beschützen will, aber er selbst immer von Wonder Woman gerettet wird. Moulton und Marble arbeiteten die ersten 20 Ausgaben von Wonder Woman zusammen, wobei Marble vierseitige Kurzgeschichten über „historische Wunderfrauen“ (z. B. Florence Nightingale, Clara Barton oder Dorothea Dix) verfasste.
Hauptautor Marston bekam bald Probleme. Er war ein ausgesprochener Bondage-Fan und schrieb viele Geschichten, in denen sowohl Männer als auch Frauen gefesselt oder ausgepeitscht wurden oder sich in demütigenden Körperstellungen wiederfanden. Regelmäßig war Wonder Woman gefesselt bzw. durch Ankettung ihrer Armbänder ohne Kräfte zu sehen. Obwohl die Szenen in den Comics eher infantil als sexuell ausfielen, waren die Bondage-Anspielungen eindeutig. Dies führte dazu, dass Max Gaines ein Memo an Marston schickte, in dem er ihm riet, „die Szenen, in denen Wonder Woman in Ketten zu sehen ist, um 50 bis 75 Prozent zu reduzieren“.

### 1950er Jahre
In den 1950er Jahren waren die Vereinigten Staaten von Amerika im Griff von Senator Joseph McCarthy, unter dem eine antikommunistische Hexenjagd nach angeblich unamerikanischen und jugendgefährdenden Elementen stattfand. 1954 veröffentlichte Fredric Wertham sein berüchtigtes Buch Seduction of the Innocent, in dem er unter anderem den überzeugten Junggesellen Batman als homosexuell und die emanzipierte Wonder Woman als lesbisch anklagte und für das Ende dieser Comics plädierte. DC Comics wurde von dieser Kampagne schwer getroffen und reagierte auf den Verkaufseinbruch, indem sie viele kleinere Comicreihen ab- oder aussetzte. Die Reihen Superman, Batman und Wonder Woman aber blieben bestehen, weswegen man diese drei Figuren bis heute „die großen Drei“ von DC Comics nennt.

### 1960er Jahre
Nach dieser Krise begann das „Silver Age“ (deutsch: silbernes Zeitalter) der Comics, in dem Superhelden menschlicher und nicht mehr als unverwundbar dargestellt wurden. Zudem wurde Wonder Womans Vorgeschichte neu geschrieben und fester in der griechischen Mythologie verankert. Ihre Kräfte und Waffen wurden nun als Göttergaben gesehen: Die Armbänder waren von Zeus, ihr Lasso von Gaia, und sie war sprichwörtlich „so schön wie Aphrodite, so weise wie Athene, stärker als Herkules und schneller als Hermes“ („beautiful as Aphrodite, wise as Athena, stronger than Hercules, and swifter than Hermes“). Ihr rot-blau-goldenes Dress wurde nun so erklärt, dass das Design von Steve Trevors US-Flagge inspiriert war. Außerdem wurde ihr Sidekick Wonder Girl erfunden (1965), ein junges Mädchen namens Donna Troy. In dieser Zeit verlor Wonder Woman zeitweilig ihre Kräfte und spürte als sterbliche Frau viel stärker die Auswirkungen von Krieg und Leid. Unter ihrem 1968 eingeführten Mentor, dem blinden asiatischen Kampfsportgenie I Ching, lernte Diana fernöstlichen Nahkampf und wurde mehr als Abenteurerin denn als Superheldin interpretiert.

### 1970er Jahre
In den 1970er Jahren begann das „Bronze Age“ (deutsch: Bronzenes Zeitalter) der Comics, das einerseits stark von sozialkritischen, andererseits von Pop-Elementen bestimmt war. Inspiriert von Agenten-Reihen wie James Bond oder Mit Schirm, Charme und Melone wurde die bis dahin eher vom Stil der 1940er geprägte Wonder Woman zu einer hippen Agentin, die eher Emma Peel von Mit Schirm, Charme und Melone als einer griechischen Kriegerin ähnelte. Optisch bedeutete dies für die Leser eine große Umstellung: Hatte Wonder Woman bis dahin seit Marstons Tagen immer eine goldene Tiara, eine rot-goldene Corsage und einen blauen Minirock mit weißen Sternen getragen, so trug sie nun an der Mode der 1970er-Jahre orientierte Mod-Kleidung. Diese Änderung hielt sich mehrere Jahre, bis die Zeichner sie mit einer modernisierten Version des alten Kostüms zeichneten: In dieser Version wurden Corsage und Minirock durch einen Einteiler ersetzt. Zudem wurde Wonder Woman 1973 wieder mit Superkräften ausgestattet, unter anderem auch deswegen, weil Feministen die jahrelange Schwächung der wohl prominentesten Superheldin von DC Comics als sexistisch interpretierten.
In den 70ern wurde auch die sehr populäre TV-Serie Wonder Woman mit Lynda Carter gedreht, die von 1975 bis 1979 lief und bis heute Kultstatus genießt. In Deutschland wurden Wonder-Woman-Comics von 1976 an bis 1983 durch den Ehapa-Verlag vertrieben. Die „eingedeutschte“ Bezeichnung für die Superheldin war „Wundergirl“. Spätere Wonder-Woman-Ausgaben wurden entweder vom Dino Verlag oder von Panini vertrieben und benutzten den englischen Originaltitel.

### 1980er Jahre
Mitte der 80er Jahre beschloss DC Comics die Storyline Crisis on Infinite Earths, mit der das mit Parallel-Dimensionen überfrachtete DC Comics-Multiversum bereinigt wurde. (Beispielsweise war die „normale“ Erde Erde-1; in Erde-2 waren alle Helden in der Version vor Wertham; in Erde-A waren alle Helden von Erde-1 Schurken und umgekehrt und so weiter.) März 1986 heirateten Wonder Woman und Steve Trevor (Wonder Woman #329) zwar, dies wurde aber nach Crisis on Infinite Earths rückgängig gemacht, da Steve Trevor in der modernisierten Geschichtsschreibung Diana nie kennengelernt hatte. Anstelle von Steve war es nun seine (neu erfundene) Mutter Diana Trevor, die im Zweiten Weltkrieg die Amazoneninsel überflog und sich heldenhaft opferte, um einen Dämon zu bannen. Von ihr bekam Diana ihren Namen und von ihrer US-Flagge ihre rot-blau-goldenen Farben. Trevor wurde außerdem älter gemacht, und die seit den 1930er Jahren existierende Romanze zwischen Diana/Wonder Woman und ihm so abgeändert, dass stattdessen Etta Candy und er ein Paar sind.
Hiermit begann das bis heute anhaltende „Modern Age“ (deutsch: modernes Zeitalter) der Comics. Für Wonder Woman bedeutete dies, dass sie nun als Botschafterin des Amazonenvolkes neu interpretiert wurde, die die Mission hatte, Friede und Weisheit in die Welt der Männer zu bringen. Sie wurde nicht mehr als allwissend und weise, sondern als mühsam lernende Anfängerin geschrieben, die nur Griechisch konnte und erst einmal Englisch und den Umgang mit moderner Technologie lernen musste.
Außerdem wurde die Goldkante des Wonder-Woman-Kostüms geändert. Hatten Zeichner bislang einen Adler mit ausgebreiteten Schwingen gezeichnet, so wurde er nun durch ein stilisiertes Doppel-W (für Wonder Woman) ersetzt. Da im Gegensatz zum Adler dieses WW-Symbol patentiert werden konnte, wurde es zum neuen Markenzeichen der Wonder-Woman-Produkte. Einkünfte aus Comics, Spielfiguren, Lunchboxen und so weiter konnten hiermit erhöht werden, und das „WW“ ist bis heute unverkennbares Zeichen der Wonder-Woman-Artikel.

### 1990er Jahre
Anfang der 1990er Jahre schilderte Autor William Messner-Loebs Wonder Woman als von vielen Schicksalsschlägen traumatisierte, mittellose Frau. Diana musste mühsam wieder in den Alltag finden und jobbte unter anderem als Fast-Food-Verkäuferin. Messner-Loebs ließ sie temporär (1994) ihre Wonder-Woman-Rolle an eine Mitamazone namens Artemis verlieren. Die von Fanservice durchzogenen Zeichnungen von Mike Deodato polarisierten, dennoch (oder eher deswegen) verkauften sich die Ausgaben sehr gut. Sein Nachfolger John Byrne etablierte, dass Wonder Womans Mutter Hippolyta vor ihr ebenfalls eine Wonder Woman gewesen war. Zudem wurde wieder das antike Element betont, so dass die Wonder Women oft gegen klassische griechische Bösewichte antreten mussten, insbesondere gegen den bösen Kriegsgott Ares und die verschlagene Zauberin Circe. Im Laufe der Zeit wurde aber wieder Diana als einzige Wonder Woman etabliert. Zudem gewann sie einen neuen Sidekick: Als die DC-Autoren Donna Troy zu einer „vollwertigen“ Superheldin namens Troia machten, wurde ein junges Mädchen namens Cassandra Sandsmark das neue Wonder Girl (1996).

### 2000er Jahre
Im neuen Jahrtausend wurde das DC-Comics-Universum mehrere Male geändert. In der Infinite Crisis-Storyline (2005) wird Wonder Woman gezwungen, den Superschurken Maxwell Lord zu töten, so dass sie in der DC-Comics-Welt als Mörderin verfemt ist. Sie taucht unter und beginnt ein Verhältnis mit ihrem Kollegen Nemesis, welches aber später beendet wird. In der DC-weiten Storyline One Year Later (2006) wurde etabliert, dass Donna Troy in Wirklichkeit Dianas/Wonder Womans magisch erschaffener Zwilling war. 2009 wurde Wonder Womans Kostüm erneut geändert: Obenherum trug sie weiterhin einen gold-blau-roten Body, darüber trug sie aber eine schwarze Lederjacke sowie schwarze Leggins (beides eine Hommage an den 1960er-Agentinnen-Look), und die roten Stiefel verschwanden.

### 2010er Jahre
Wonder Woman wurde im Rahmen der DC-weiten Storyline The New 52 (2011) drastisch überholt. Zentrum der neuen Wonder-Woman-Storys ist der Kampf der griechischen Götter gegeneinander um die Vorherrschaft auf dem Olymp. Autor Brian Azzarello schrieb ihre Hintergrundgeschichte um, so dass Diana nun ein Kind von Hippolyta und dem griechischen Göttervater Zeus ist. Dies macht Diana und insbesondere Hippolyta zur Zielscheibe von Zeus’ betrogener Ehefrau Hera. Diana wird von Ares in den Kriegskünsten unterwiesen, doch da sie Gnade empfinden kann, gilt sie in seinen Augen als schwach. Dennoch wird sie zur Hauptfigur in diesem göttlichen Konflikt. Zudem scheitert früh ihre Beziehung zu Steve Trevor, so dass sie eine Romanze mit Superman beginnt. Sie wurde in einer eigenen DC-Serie (Superman/Wonder Woman) seit Herbst 2013 erzählt und endete damit, dass sie sich in Freundschaft trennten.
2016 etablierte Autor Greg Rucka, dass Wonder Woman bisexuell sei. Dies wurde von der ehemaligen Wonder-Woman-Autorin Gail Simone wie auch von Wonder-Woman-Darstellerin Gal Gadot positiv aufgenommen. Im Rahmen der DC-weiten Storyline Rebirth wurde Wonder Womans Hintergrundgeschichte aktualisiert, so dass Steve Trevor ein Mitglied der United States Navy SEALs, Etta Candy eine lesbische Afroamerikanerin und ihre langjährige Erzfeindin Dr. Barbara Minerva (Cheetah) eher eine tragische als eine schurkische Figur ist. Zudem wurden aktualisierte Versionen der klassischen Wonder-Woman-Schurkinnen Dr. Poison, Dr. Cyber und Circe eingeführt. Als neue Hauptfeindin wurde die skrupellose Unternehmerin Veronica Cale etabliert, deren Tochter Izzy von Ares entführt wurde, der sie seitdem erpresst, Wonder Woman zu verfolgen.
In diesem Jahrzehnt war Wonder Woman zum ersten Mal in Realfilmen zu sehen, zuerst als Nebenfigur in Batman v Superman: Dawn of Justice (2016), dann als Hauptfigur in Wonder Woman (2017). In beiden Filmen wurde sie von der israelischen Schauspielerin Gal Gadot verkörpert, ebenso in der Fortsetzung Wonder Woman 1984 (2020). Zudem wurde die Lebensgeschichte ihrer Erfinder William Marston, Sadie Marston und Olive Byrne in Professor Marston & The Wonder Women (2017) verfilmt, wobei die Wonder-Woman-Comics handlungstragend sind.

## Fiktive Biografie
In der Golden Age-Version (ab 1941) ist Wonder Woman die Amazonenprinzessin Diana, die von ihrer Mutter Hippolyta aus Ton geschaffen und von den griechischen Göttern belebt wird. Stützpunkt ihrer Operationen ist die fiktive Amazoneninsel Themyscira, die von ihrer Mutter Königin Hippolyta regiert wird. Themyscira ist auch der Sitz des Purpurstrahls, der tödliche Wunden heilen kann. Zu Zeiten des Zweiten Weltkrieges stürzt US-Pilot und Nazijäger Steve Trevor auf der Amazoneninsel Themyscira ab. Diana heilt ihn mit dem Purpurstrahl und erwirbt im Wettkampf gegen ihre Mitamazonen das Recht, ihm als „Wonder Woman“ in der „Welt der Männer“ im Kampf gegen die Deutschen beizustehen. Ihre damalige bürgerliche Geheimidentität lautete Diana Prince. Wonder Womans Superkräfte sind übermenschliche Stärke, Schnelligkeit und die Fähigkeit, fliegen zu können (seit 1960). Sie erhielt ihre Superkräfte als Geschenk der griechischen Götter, so ist sie schneller als Hermes und stärker als Herkules. Zu ihrer Ausrüstung gehören das Goldene Lasso der Wahrheit, welches jeden, der es berührt, zwingt, die Wahrheit zu sagen, und mit dem sie auch Illusionen erzeugen kann. Um die Handgelenke trägt sie silberne Armbänder, mit denen sie (dank ihrer Super-Schnelligkeit) Kugeln abfangen kann. Ihr goldener Stirnreif dient ihr ebenfalls als Waffe, außerdem besitzt sie einen unsichtbaren Jet. In dieser frühen Version verliert Diana noch ihre amazonische Stärke, wann immer sie von einem Mann gefesselt wurde, da die Amazonen sich ja den Männern im Allgemeinen überlegen sahen.
In den 1960er Jahren, dem Silver Age, wurde ihre Geschichte neu interpretiert. Es wurde etabliert, dass nicht Steve Trevor, sondern seine Mutter Diana Trevor während des Zweiten Weltkriegs auf der Insel Themyscira notlandet und einen Heldentod stirbt, als sie den Amazonen in einem Kampf gegen Dämonen hilft. Zudem wurde als Hauptfeind Ares ausgemacht, der Gott des Krieges. Dianas Wettstreit um die Rolle als „Wonder Woman“ wurde uminterpretiert, so dass Wonder Woman eine Botschafterin darstellte, die in der „Welt der Männer“ die friedfertigen Lehren der Amazonen verbreiten sollte. Auch in dieser Zeit wechselte Diana oft zwischen ihrer Superheldenrolle als Wonder Woman und ihrer zivilen Identität als Diana Prince. Diese Interpretation hatte auch während des gesamten Bronze Age Bestand, doch 2011 (in der Storyline The New 52) wurde Wonder Womans Hintergrundgeschichte radikal geändert. Sie war nicht mehr länger eine Tonfigur, die durch göttliche Gnade zum Leben erschaffen worden war, sondern eine Halbgöttin. Sie war nun die leibliche Tochter von Amazonenkönigin Hippolyta und dem Gott Zeus. Diese Interpretation wurde im Rahmen der DC-weiten Storyline Rebirth (2016) im Wesentlichen beibehalten, aber es wurde etabliert, dass Wonder Woman mit dem Weggang aus Themyscira eine Verbannte ist, die ihre Unsterblichkeit und jede Möglichkeit einer Rückkehr verwirkt hat.
Im Realfilm Wonder Woman, der in der DC Extended Universe zu Zeiten des Ersten Weltkrieges spielt, wird Diana als einziges Kind der Paradiesinsel Themyscira eingeführt, das der Legende nach von Königin Hippolyta aus Lehm erschaffen und von Zeus zum Leben erweckt wurde, tatsächlich aber ihre leibliche Tochter ist. Nachdem sie den abgestürzten Piloten Steve Trevor gerettet hat, ist sie überzeugt davon, dass Ares hinter dem Ersten Weltkrieg steckt. Als Wonder Woman begleitet sie Steve Trevor zurück an die belgische Kriegsfront und kämpft gegen den deutschen General Erich Ludendorff, die Giftgasexpertin Dr. Isabel Maru und schließlich Ares selbst. In dieser Interpretation erlebt sie einen Kulturschock, als sie zum ersten Mal das Europa von 1918 erreicht, und ist äußerst sprachbegabt, insbesondere bei antiken Sprachen.
Ähnlich wie Superman, der zum Wechsel von seiner zivilen Identität in seine Superheldenidentität eine Telefonzelle nutzt, benutzt Wonder Woman hierfür entweder ihr Lasso, deren Öse sie um sich wirbelt und so magisch ihr Kostüm wechselt, oder eine superschnelle Pirouette. Letzteres war oft in der TV-Serie zu sehen.
Wonder Woman steht innerhalb des DC-Universums sprichwörtlich für göttliche Wahrheit, Gerechtigkeit, Mut und Stolz. Ihr Ziel des Weltfriedens vereint sie mit anderen Helden wie Superman und Batman, mit denen sie auch zusammen in der Gerechtigkeitsliga (auch: Liga der Gerechten; im englischen Original: Justice League of America) das Böse in jeglicher Form bekämpft.

## Freunde und Feinde

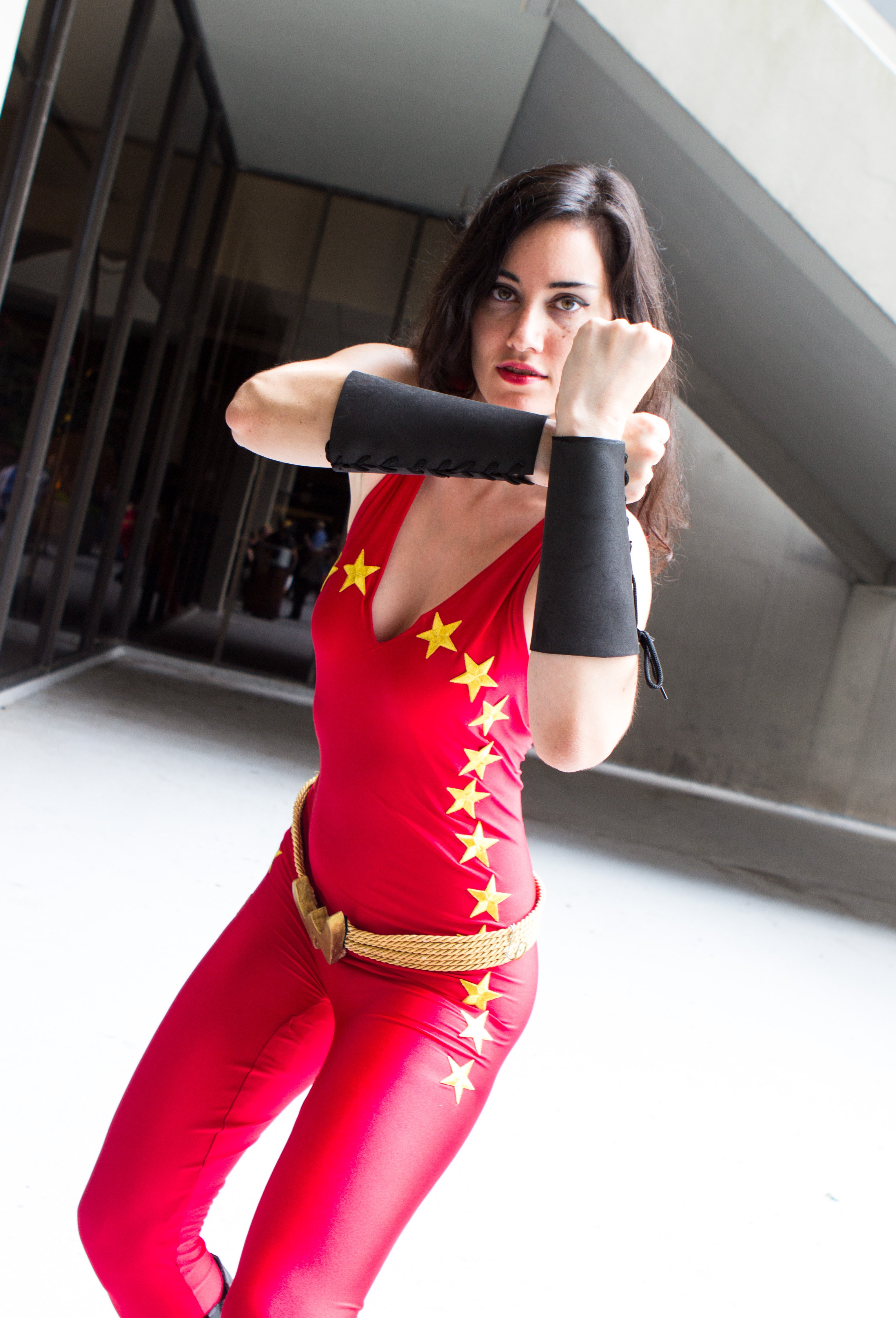
Cosplayerin als Donna Troy, das erste Wonder Girl

Innerhalb des DC-Universums hat Wonder Woman eine enge Mutter-Tochter-Beziehung zu Königin Hippolyta, zudem pflegt sie enge Bande zu ihren Sidekicks Donna Troy (seit 1965) und Cassandra Sandsmark (seit 1996) und ihren Mitamazonen auf der Paradiesinsel Themyscira. Ihre Kollegin Artemis (seit 1994) war zunächst größte Konkurrentin, entwickelte sich aber zu ihrer loyalen Mitstreiterin. Traditionell teilen Wonder Woman und Superman eine tiefe Verbindung, die im Mainstream-Universum lange platonisch blieb, bis sie 2013 als Liebespaar beschrieben wurden (in US-Superman/Wonder Woman). Bei DC-Comics in alternativen Universen (z. B. Kingdom Come oder JLA: Act of God) gründen sie eine Familie.
Zudem hat Wonder Woman gute Verbindungen zur Soldatin Etta Candy und zu ihrem Chef, Colonel Steve Trevor. Die Rolle von Trevor hat sich in den Jahrzehnten oft gewandelt. Nachdem sie ihn gleich von ihrer ersten Erscheinung im All Star Comics #8 (1941) kennenlernte, folgte sie ihm unter der Geheimidentität „Diana Prince“ und begleitete ihn zurück in die „Welt der Männer“ gegen die Nazis. Unter Marston wurde etabliert, dass Wonder Woman Trevor liebte und Trevor ebenfalls Gefühle für ihr Alter Ego Diana Prince entwickelte, und dass die beiden 1986 heirateten. Diese Version gibt es seit dem Relaunch (Crisis on Infinite Earths) nicht mehr, da seitdem nicht Steve Trevor, sondern dessen Mutter Diana auf der Paradiesinsel abstürzte. Steve Trevor selbst ist seitdem lediglich Wonder Womans Kollege, und es existieren keine romantischen Verbindungen mehr. Ebenfalls seit den 1940er Jahren existiert die etwas rundliche Soldatin Etta Candy. Sie war in frühen Wonder-Woman-Storys Dianas und Wonder Womans beste Freundin, ohne zu wissen, dass sie ein und dieselbe Person sind. Seit dem Relaunch 1985 waren Candy und Steve Trevor kurzzeitig als Ehepaar geschrieben; später (The New 52, 2011) wurde Trevor der Chef von Candy. In dieser Neuinterpretation waren Wonder Woman und Trevor kurzzeitig ein Paar, bis sie die Beziehung beendete – seit dem DC-weiten DC Rebirth (2016) sind sie wieder versöhnt.
Wonder Womans Erzfeinde sind der Kriegsgott Ares, die Zauberin Circe, die Wissenschaftlerin/Werkatze Cheetah (die es seit 1943 in diversen Inkarnationen gibt) und die überzeugte Nazifürstin Baroness Paula von Günther. Weitere Feinde aus den frühen Wonder-Woman-Comics sind die Sklaventreiberin Eviless, die Giftgasterroristin Dr. Poison, die Riesin Giganta und die Hackerin Dr. Cyber, die teilweise zusammen in der Superschurkengruppe Villainy Inc. gegen Wonder Woman kämpften, sowie der frauenhassende Telepath Dr. Psycho. Auch Herakles wird in den Wonder Woman-Comics kritisch gesehen. Dies ist eine Hommage an die neunte der zwölf legendären Taten, bei der Herakles der Amazonenkönigin Hippolyta ihr Wehrgehänge stahl. In der DC-Comics-Version wollte Herakles das ganze Amazonenvolk versklaven, dies schlug aber fehl. Seit dem Relaunch 2011, in der Wonder Woman als Halbgöttin interpretiert wurde, sind nun auch die Gottheiten Hera, Apollo, Artemis (nicht zu verwechseln mit der gleichnamigen Amazone), Eris und Hermes ihre Feinde. Hera hasst Wonder Woman, weil sie ein Bastard ihres Gemahls Zeus ist, Apollo wurde vorhergesagt, durch „ein Kind von Zeus“ zu sterben, und bei ihrem Feldzug werden sie von Apollos Schwester Artemis, Ares’ Schwester Eris und dem verschlagenen Hermes unterstützt.

## Comics
Wonder Woman trat im englischsprachigen Original zunächst in Sensation Comics auf (1942 bis 1952, 109 Ausgaben). Zudem gab es bisher fünf Serien über die Heldin:
- Erste Serie (Vol. 1): 329 Ausgaben, 1942–1986
- Zweite Serie (Vol. 2): 228 Ausgaben (inkl. #0 und #1.000.000), dazu acht Annuals, 1987–2006
- Dritte Serie (Vol. 3): 60 Ausgaben, dazu ein Annual, 2006–2011
- Vierte Serie (Vol. 4): 55 Ausgaben (inkl. #0, #23.1 und #23.2), dazu ein Annual, 2011–2016
- Fünfte Serie (Vol. 5): 33 Ausgaben, dazu ein Annual und ein One Shot, seit 2016 (Stand: September 2020)

Comics der Serien erschienen im deutschen Sprachraum insbesondere bei Ehapa, Dino, Panini und Eaglemoss.

## Fernsehserien
Ab 1975 wurde von dem US-Fernsehsender American Broadcasting Company eine Fernsehserie Wonder Woman mit Lynda Carter in der Hauptrolle ausgestrahlt. Nach 3 Staffeln mit 61 Episoden (darunter zwei Langfolgen) wurde die Serie eingestellt.
Wonder Woman ist auch ein regulärer Charakter in den US-Zeichentrickserien Justice League und Justice League Unlimited.
Im März 2011 begannen die Dreharbeiten für eine Neuauflage der Realserie. Die Fernsehausstrahlung sollte im Herbst beginnen, wurde jedoch vom Sender NBC letztendlich verworfen. Die Rolle der Wonder Woman übernahm Adrianne Palicki.
Eine neue Adaption des Stoffs als Fernsehserie wird derzeit für den Sender The CW unter dem Titel Amazon entwickelt. Darin soll das Leben der Figur als junge Amazone gezeigt werden, bevor sie zu einer Superheldin wurde. Eine Bestellung eines Pilotfilms durch den Sender sollte ursprünglich im Laufe des Jahres 2013 erfolgen, jedoch war der Sender mit dem Drehbuch nicht zufrieden und ließ die Produktion vorerst pausieren.

## Filme

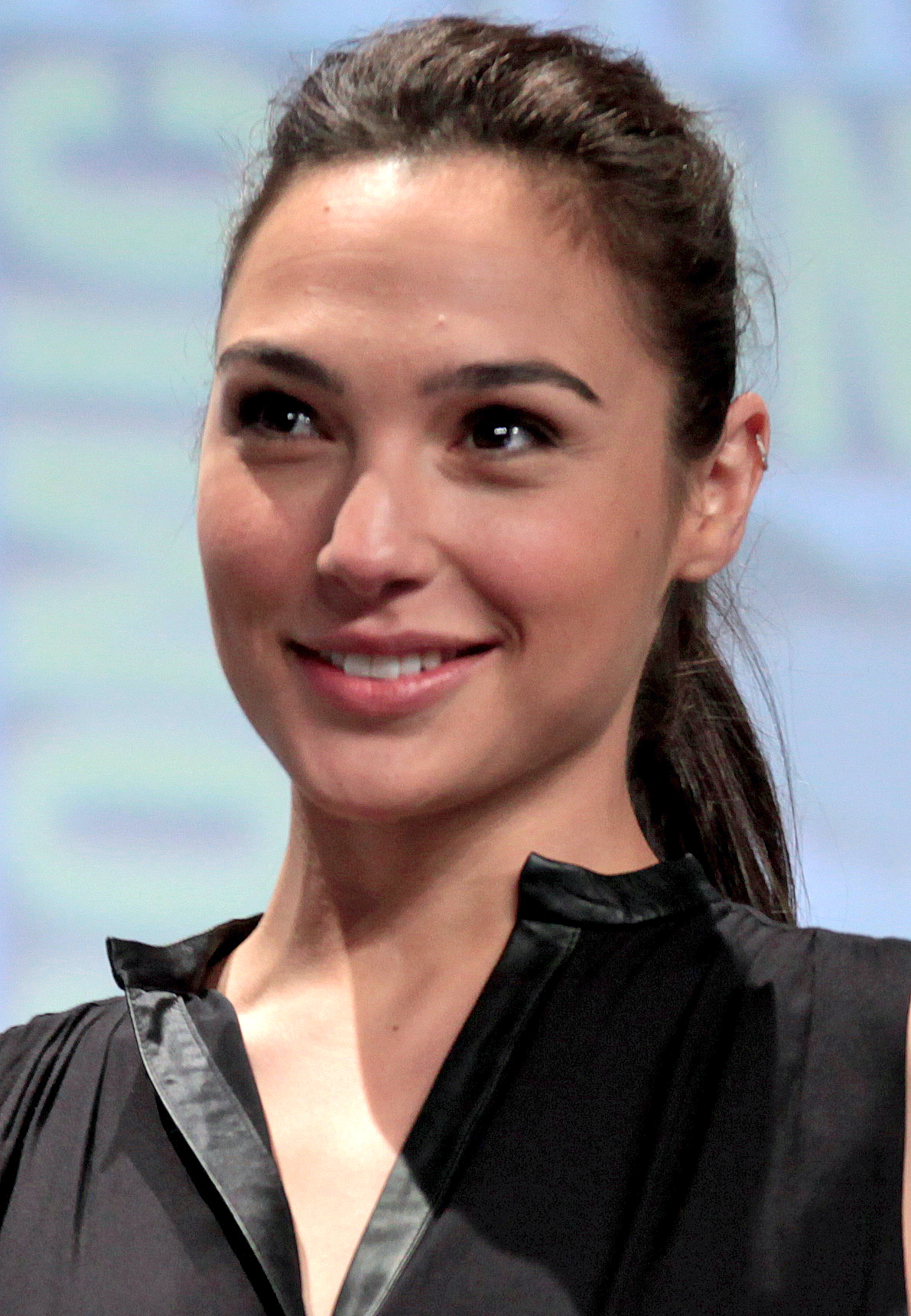
Wonder-Woman-Darstellerin Gal Gadot (2014)

Bereits 1974 war auf ABC ein Fernsehfilm mit dem Titel Wonder Woman ausgestrahlt worden. Die Titelfigur wurde von dem ehemaligen Tennisprofi Cathy Lee Crosby, ihre Mutter, Amazonenkönigin Hippolyta, von Charlene Holt verkörpert.
Im Jahr 2009 entstand unter der Regie von Lauren Montgomery und dem Drehbuch von Michael Jelenic ein Zeichentrickfilm mit dem Titel Wonder Woman. Die essentielle Entstehungsgeschichte von Wonder Woman folgt sehr locker der Golden Age-Version, einschließlich des Charakters Steve Trevor als Dianas Romanze, ist aber in moderneren Zeiten angesetzt.
2017 erschien im Rahmen des DC Extended Universe unter der Regie von Patty Jenkins Wonder Woman. Die Hauptrolle wurde von der israelischen Schauspielerin Gal Gadot übernommen. Ihren ersten Auftritt hatte diese Verkörperung der Wonder Woman bereits 2016 in Batman v Superman: Dawn of Justice, einen weiteren später in Justice League. 2020 folgte Wonder Woman 1984.
Ebenfalls 2017 erschien der biografische Film Professor Marston & The Wonder Women, der das Zusammentreffen von Wonder-Woman-Erfinder William Moulton Marston und seiner Ehefrau Sadie Marston mit derer späteren Geliebten Olive Byrne beschreibt. In diesem Film sind die Erfindung der Wonder-Woman-Comics ein wichtiger Nebenplot.

## Auszeichnung
- 2017 Aufnahme in die Science Fiction Hall of Fame[19]